# 谭秦东事件
谭秦东事件是指2018年1月10日，中国广州医生谭秦东因在网上发了一篇批评鸿茅药酒“有毒”的帖子，而在广州市天河区被其生产厂家内蒙古鸿茅国药股份有限公司所在的内蒙古自治区凉城县公安机关千里跨省抓捕的事件。

## 背景
近年来，地方警察为当地支柱型企业跨省抓捕批评者的事件频发。这被舆论称为“滥用警权”、“警察家丁化”。在此背景下，此事亦引发关注。

## 涉案人物
谭秦东（1979年10月17日－），祖籍湖北恩施，生于陕西省渭南市，成长于湖南省，广州医生，2010年中南大学湘雅医学院麻醉学专业硕士研究生毕业，2008年和2011年先后取得医师资格证书和临床执业医师资格，后在南方医科大学第三附属医院工作，担任过制药公司的医学事务专员和顾问。2015年，他自主创业，开办医药科技公司。

## 事件经过
2017年12月19日，谭秦东在美篇APP上发文《中国神酒“鸿毛药酒”，来自天堂的毒药》，该贴称在老年人群体中热销的“鸿茅药酒”实际上是酒剂类中药，其成分中含有多种毒性中药材，并在标题上指鸿茅药酒是“毒药”，该酒的宣传具有夸大疗效的作用。文章发表不久之后，内蒙古鸿茅国药股份有限公司报案称，谭秦东的文章造成了80余万的退货损失，严重损害了公司的声誉。凉城公安从美篇所隶属的公司取得了谭秦东的注册ID号和手机号。
2018年1月10日，谭秦东在位于广州市天河区中山大道旭景佳苑小区的自家被内蒙古自治区乌兰察布市凉城县警方以涉嫌损害公司信誉、商品声誉罪为由带走，被羁押在凉城县看守所。12日，谭秦东被刑事拘留。18日，凉城公安以凉公提捕字（2018）第4号文书提请批准逮捕谭秦东。25日，凉城县人民检察院批准，逮捕谭秦东，羁押于凉城县看守所。譚向其辯護律師回憶指，被捕後曾先到廣州天河區車陂派出所對他做過審訊，之後中轉深圳、北京，最終到達涼城。而實行抓捕、審訊並一路押送譚的4人中除3名警察，還有1名是鴻茅藥酒公司高管，而行程中餐飲花費均由該高管負責。譚被警察押送到北京帶往涼城時，被安排搭乘鴻茅公司一高層的商務車，開車司機在警察到廣州拘捕譚到提審、問話時都有隨行，而該司機之前未曾出聲。
3月13日，凉城县公安局作出关于谭秦东的“起诉意见书”，表示谭的文章“造成多个省份的商家和消费者大面积退货，给内蒙古鸿茅股份有限公司直接造成损失1425375.04元”。在批捕文书中，凉城公安认为谭秦东“涉嫌损害商业信誉、商品声誉罪，具有社会危害性，有逮捕必要”。
4月14日，办案民警张警官对北青报记者表示，此案已侦查结束，移送凉城县人民检察院审理。15日，凉城公安在微博官方帐号发布通报，称此案已移送审查起诉。报道中引用的截图显示，凉城公安关闭网友对此条微博的评论功能。谭秦东的妻子质疑鸿茅药酒相关人士参与抓捕谭秦东的行动。办案民警张警官接受澎湃新闻采访时，表示不存在鸿茅药酒人员带警察去抓人的情况，“我们去了4个民警，包括我们派出所和市局的人。”对于谭秦东家属关于逮捕当时未能提供有效文件的质疑，张警官表示更多的细节无法透露，需要记者去当地详谈。事主辯護人表示在為譚申請取保候審時，警方稱要取得鴻茅藥酒的諒解書，第二次會見事主時，當地警方依然表示需要鴻茅公司表態，辯護人認為存在嚴重違規。
4月16日，中华人民共和国国家药品监督管理局回应此案，责成内蒙古鸿茅国药股份有限公司对近五年来各地监管部门处罚其虚假广告的原因及问题对社会作出解释；对社会关注的药品安全性和有效性情况作出解释；加强不良反应监测，汇总近五年来不良反应发生情况，及时向社会公开。已组织专家，对鸿茅药酒由非处方药转化为处方药进行论证。同日，中国医师协会法律事务部针对鸿茅药酒事件发表声明，表示愿为谭秦东医生提供法律援助，并提出三点呼吁，1、各医药企业应严格遵守《医疗广告管理办法》，依法依规发布广告；2、对于涉及药品的不同观点应慎重对待，以示对生命负责；3、公权力机关应慎重对待不同学术观点和言论，防止将民事纠纷刑事化。
4月17日，中华人民共和国公安部回应“鸿茅药酒”事件，称已经立即启动相关执法监督程序，已责成内蒙古公安机关依法开展核查工作，加强执法监督，确保以事实为依据，以法律为准绳，严格依法办理。同日下午，内蒙古自治区人民检察院发布通告称，目前此案件事实不清、证据不足。自治区人民检察院指令凉城县人民检察院，将该案退回公安机关补充侦查并变更强制措施。同日18时许，鸿茅药酒案当事人谭秦东获准取保候审走出看守所。
4月26日，全国律师协会副会长蒋敏表示，对于媒体报道律师王永奎在担任谭秦东辩护律师期间，有诱导当事人认罪、威胁家属等行为，已责成内蒙古律师协会开展调查。他还表示如有违法违规执业行为，将按行业规则处理。

## 后续
譚秦東離開涼城縣看守所後向傳媒表示不後悔發文，說：「這是一個執業醫生應該做的事」。他說能提前獲釋，感到十分高興、激動，又感謝市民及媒體對該案的關注，表示自己撰文，只是希望做醫生該做的事。對於在看守所的經歷，他說：「近一百天的看守所的日子其實就是一場修行」。當被問及是否認同受那種對待，譚秦東則先嘆氣再回答：「不應該」。
谭秦东被释放后，从2018年四月下旬起，他的精神状态已不是很好，并接受心理干预。
2018年5月14日，谭秦东的妻子刘璇在新浪微博发文，表示谭秦东患上了创伤后应激障碍。（其原文为：“2018年5月11日晚12时开始，谭秦东将自己关闭在房间内，出现哭泣、自言自语、情绪失控扇打自己耳光，甚至以头撞墙等自残行为，朋友及家人紧急将其送医，现已在广东省人民医院精神卫生科住院治疗。我代表谭秦东非常感谢大家的关心和帮助！”）该条微博随后由于“种种原因”被删除。当晚11时，刘璇将上述有关谭秦东入院消息告知媒体，釐清當晚事發前，谭秦东被车陂派出所傳召接受问询長達12小時，離開派出所返家便开始出現症狀，随后家人将他送往医院。
2018年5月17日，刘璇的新浪微博上发出名为谭秦东的个人声明，向鸿茅国药股份有限公司致歉，原文中表示，“我本人在写作上述文章时使用了‘毒药’作为标题，主要是想用这种‘抓眼球’的方式吸引读者，强调该药品的‘禁忌症’，希望对特殊人群起到警示作用。我承认在标题用词上考虑不周，缺乏严谨性。如果因该文对鸿茅国药股份有限公司带来了影响，本人在此深表歉意，同时希望鸿茅国药股份有限公司予以谅解。”其后，鸿茅国药公司发表声明表示“接受谭秦东本人所作的致歉声明，同时我公司向凉城县公安局撤回报案并向凉城县人民法院撤回侵权诉讼”。董事长鲍洪升点赞该道歉。
2018年9月23日，谭秦东更新新浪微博的自我介绍为：“遇善人我为良药，遇恶人我为毒药”，并将头像设为蜜獾。根据媒体的报道，谭秦东表示自己的生活仍远远没有摆脱创伤后应激障碍的影响。
2024年3月25日，谭秦东发朋友圈宣布因病提前退休，离开医生岗位。

## 相关评论
事发后，各大媒体也开始关注该事件，并对此作出评论。
- 《新京报》评论称：“无论这一案件最终结果如何，如果，整个事件能够恪守程序正义，那么，也有理由相信，其最终能够给出一个令公众信服，并且能够经受住法律检验的结果[29]”。
- 《澎湃新闻》评论员张丰发表《拨开鸿茅药酒的迷雾，看小县城的政商逻辑》评论称：“如果我们以北上广深这些一线城市来对比，凉城警方的行为，是很难理解的。一个县的企业，很难说真的具备通天的能力，敢于到广州去抓人。他们只是无知无畏，按照自己一贯的逻辑在行事罢了[30]”。
- 《北京青年报》评论称：“一家在消费者中很有影响的著名品牌，面对并未明显捏造事实、未有明显实际恶意的网文，本可以保持自信与大度，积极作出更加严谨、负责任的解释，不断完善自身安全释明体系，以赢得消费者的信任与认可，现在却轻易申请启动刑事追责，这不仅引起了‘利用当地优势，仗势欺人’的质疑，更遭致‘众人推墙式’舆论反弹，或许这才是搬起石头砸坏了自身企业商誉。当地司法机关也有必要倾听舆论的声音，在民事纠纷中慎用刑罚，及时公布案件进展，消除公众疑虑，以对法律负责的态度回应公众的关切[31]”。
- 《钱江晚报》评论员魏英杰评论称：“一家屡屡违法宣传、欺骗消费者的厂家，竟然还认为质疑者损害其名誉，真是滑天下之大稽。不管怎么说，厂家动用公权力千里跨省抓人，看似牛气冲天，其实是搬起石头砸自己的脚，这样做只会让更多人知道其违法违规劣迹[32]”。
- 光明网评论员发表评论称：“实际上，以广州医生谭秦东所发言论，警方内设的法律部门应该具备分辨此言论是否构成刑法罪名要件的知识。显然，在类似此案涉公民言论权的事件，“刑法应当谦抑”的前提，是警权应当谦抑[33]”。
- 中国中央电视台发表评论称：“权力是国家公器，行使必须慎之又慎，决不可任性而为……在公众舆论的监督下，上级检察机关、公安部门积极回应、推动问题解决，体现了规范权力的鲜明态度，也为众多执法者撞响了警钟……在深入调查、追责问责的同时，进一步提高法治意识、加强执法监督，为权力套上‘紧箍咒’，才能真正避免类似的荒唐执法重演[34]”。
- 《南方都市报》评论称：“鸿茅药酒的一场商誉风波，尤其是已经启动的刑事追诉能否得到有效的后续监督，俨然已经成为本轮司法改革落地成效的一块试金石[35]”。

法律界对此也有异议：
- 北京大学法学院多位刑法学者称：“所谓跨省抓捕并不是问题实质，本案的关键是抓捕是否有法律依据，被抓捕人行为是否构成犯罪。”此外他们还认为：涉事文章既没有捏造事实，而对当事人仅需要取保候审，不需要逮捕；逮捕行为违背了刑法的罪刑法定原则和比例原则。[36]

## 备注
1. ↑  谭秦东原文标题即是“鸿毛药酒”，自称是无意誤植，没有规避网络审查的意思。
2. ↑  凉城公安于4月15日发布的通报，获得6518次转发，1328个赞，0次评论。
3. ↑  与接受北青报采访的张警官是否同一人，无法考证。